# Callistege ochrea
Callistege ochrea är en fjärilsart som beskrevs av Tutt 1892. Callistege ochrea ingår i släktet Callistege och familjen nattflyn. Inga underarter finns listade i Catalogue of Life.